# Cleptotypodes ledereri
Cleptotypodes ledereri là một loài bướm đêm trong họ Crambidae.